# Stefan Grossman

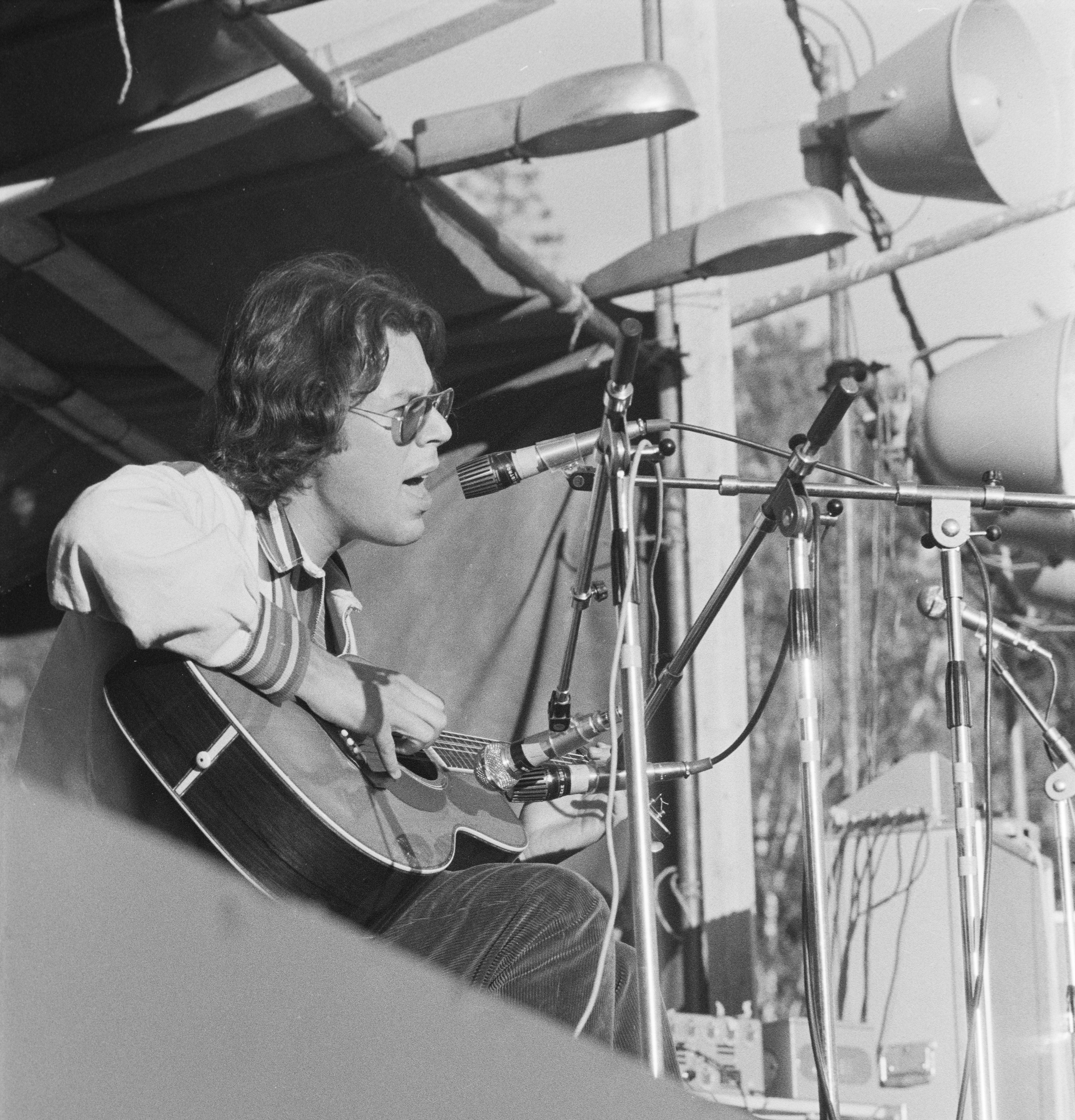
Stefan Grossman im Jahr 1971 in Finnland.

Stefan Grossman (* 16. April 1945 in Brooklyn, New York City) ist ein einflussreicher US-amerikanischer Gitarrist, Lehrbuchautor und Produzent.

## Biografie
Stefan Grossman wurde 1945 als Sohn des jüdischen Ehepaars Herbert und Ruth Grossman in New York geboren. Mit 14 beschloss er unter dem Eindruck der Musik von Big Bill Broonzy, Gitarre zu lernen. Reverend Gary Davis wurde sein Lehrmeister.
Grossman nahm die alten Blues-Größen auf Tonband auf und transkribierte die Stücke in einer eigenen Tabulatur. Daraus entwickelte er eine Lehrmethode, die er in Büchern und über Kassetten und Schallplatten veröffentlichte.
18-jährig gründete er die Even Dozen Jug Band. Danach war er kurze Zeit Mitglied der Fugs und nahm mit Rory Block die LP How to Play Blues Guitar auf. Seit 1967 trat er vermehrt solo auf. Er reiste durch Europa, lebte in Italien, dann in England und schließlich wieder in Italien.
1973 gründete Stefan Grossman sein eigenes Plattenlabel Kicking Mule Records, das er bis 1980 selbst führte und dann verkaufte. Ab 1976 arbeitete Grossman häufig mit John Renbourn zusammen, mit dem er auch eine Reihe von Alben aufnahm und zahlreiche Konzerte gab.
1987 zog Grossman nach Amerika zurück. Er veröffentlichte neue Alben bei dem kanadischen Label Shanachie Records und gründete erneut eine eigene Firma: Stefan Grossman’s Guitar Workshop, über die er wieder Lehrmaterial (Kassetten, Videos, CDs) herausgibt.

## Trivia
Der ebenfalls amerikanische Gitarrist John Fahey veröffentlichte auf seiner 1975 erschienenen LP Old Fashioned Love den Titel The Assassination of Stephan [sic] Grossman (dt. „Die Ermordung Stephan Grossmans“). Dieser rächte sich 1980 auf seiner LP Thunder on the Run mit dem Titel The Assassination of John Fahey.